# لودفيج لايستنر
لودفيج لايستنر Ludwig Laistner ولد في (3 نوفمبر 1845 – وتوفي في 22 مارس 1896) في شتوتغارت هو كاتب ألماني.
درس اللاهوت في توبنجن وعمل قسيسا لمدة سنتين، ثم عمل في ميونخ مدرسا منزليا. وبعد أن طرد من الخدمة الكنسية استقر في ميونخ حين كرس نفسه للإنتاج الأدبي منذ 1880. أصدر بالاشتراك مع باول هايزه في عام 1884 Neuen deutschen Novellenschatz.

## من أعماله
- خاطب ابنة بارباروسا (قصيدة قصصية) 1875